# Лянцкоронский, Иероним
Иероним Лянцкоронский (ум. 1697) — государственный и военный деятель Речи Посполитой, подкоморий подольский (1658), ротмистр королевский и староста скальский.

## Биография
Представитель польского магнатского рода Лянцкоронских герба «Задора». Старший сын гетмана польного коронного Станислава Лянцкоронского (1590—1657) и Анны Сененской, дочери каштеляна люблинского Збигнева Сененского и его второй жены Эльжбеты Тарновской.
С начала 1649 года Иероним Лянцкоронский командовал часть казацкой хоругви своего отца. В качестве поручика казацкой хоругви участвовал в защите Збаража, осажденного казацко-татарскими войсками.
В феврале-мае 1651 года он участвовал в военных рейдах гетмана польного коронного Мартина Калиновского, затем принял участие в битве под Берестечком. В 1652 году в группировке своего отца действовал под Каменцем-Подольским.
В январе 1656 года он сформировал собственную казацкую хоругвь, во главе которой сражался со шведами до апреля 1657 года. В 1658 году получил должность подкомория каменецкого (подольского).
Около 1667 года Иероним Лянцкоронский стал старостой скальским, в 1668 году получил право общей собственности для своей жены. В 1671 году он участвовал в военной кампании польских войск против правобережного гетмана Петра Дорошенко и его союзников — крымских татар. В 1672 году находился в Каменце-Подольском, во главе своего отряда (частично татары) пытался помешать туркам переправиться через р. Днестр. Из-за измены своих татар едва не попал в плен к врагу. После капитуляции Каменца-Подольского был вначале задержан турками.
В 1673 году Иероним Лянцкоронский участвовал в разгроме польской армией турок-османов в битве под Хотином. В 1683 году во главе собственной хоругви принимал участие в Венской битве. Находился на военной службе до 1697 года, но командовал своей хоругвью спорадически, но позднее передал её Станиславу Хоментовскому. Летом 1675 года он сражался под командованием гетмана польного коронного Николая Иеронима Сенявского.
В 1696 году он продал Жванец и Ягельницу Францишеку Лянцкоронскому.
Был дважды женат. Перед 1669 годом первым браком женился на Ядвиге Цетнер, от брака с которой детей не имел.
В 1684 году вторично женился на Людвике Кларе Вежбовской, от брака с которой также не имел потомства.